# فيفاريوم إنك.
فيفاريوم إنّك. (بالإنجليزية: Vivarium Inc.)، هي شركة يابانية لإنتاج وتطوير ألعاب الفيديو، تأسست الشركة سنة 1996، وتقع مقرها في بلدة ميتا التابعة للعاصمة اليابانية طوكيو.